# Yazid Amghar
Pour les articles homonymes, voir Amghar.
Yazid Amghar est un boxeur professionnel français né le 31 juillet 1989 à Paris. Multiple champion de France, d'Europe et du monde (junior) en boxe française, il est triple champion de France de boxe anglaise et invaincu en 22 combats (dont 10 avant la limite).
En 2016, il lance son activité de coaching (boxe anglaise, française et fitness) en créant sa société et le lieu : le Hall Boxing, situé dans le XXe arrondissement de Paris. Il est également très engagé dans la vie associative grâce à son association Cœur de champion.

## Carrière sportive

### Carrière en savate
C'est en boxe Française, à L'AC Bobigny, club phare de la boxe savate en France, que Yazid Amghar prend goût à la compétition. Résidant à quelques pas de la salle Jesse Owens, il s'initie à la boxe. Il remporte rapidement de nombreuses médailles régionales chez les cadets puis devient champion de France junior en 2008. Il intègre alors l'équipe de France. 
En 2009, il remporte les championnats du monde en Croatie. Il confirme ensuite son statut de champion en senior par un titre Européen.

### Carrière en boxe anglaise
En 2012, à l'âge de 23 ans, Yazid Amghar passe à la boxe anglaise. Il s'engage avec le promoteur et manageur Mehdi Lafifi et rejoint le club d'Aulnay pour y amorcer sa mutation. À l’invitation de l’équipe d’Algérie (pays dont sont originaires ses parents), il participe au stage pré-olympique. Dans la foulée, il remporte la ceinture Montana, très convoitée chez les amateurs, au célèbre tournoi international Montana. 
Passé professionnel à l'été 2012 dans la catégorie super-légers, il enchaîne les victoires, dont certaines très probantes : contre l'actuel champion de l'union européenne, Franck Petitjean, Mihail Orlov et Karim Aliliche, champion de France des poids welters. 
En novembre 2016, il accède au titre de champion de France grâce à sa victoire face à Rénald Garrido. En mars 2017, il conserve sa ceinture avec une victoire avant la limite (au cinquième round) face à Jean Moraiti. 
En avril 2017, il conserve une deuxième fois sa ceinture face à Daouda Sow chez l'ancien médaillé olympique à Roubaix.
Entraîné par Marcel Denis, il lorgne à présent l'échelon européen.

## Vie associative
Parallèlement à sa carrière de boxeur professionnel, Yazid Amghar crée en novembre 2014 l’association « Cœur de Champion » dont l'objectif est de sensibiliser des sportifs de haut niveau à mener des actions envers différents publics (jeunesse, quartiers populaires, situation de handicap, enfants malades et hospitalisés) et organiser des événements publics à dimension culturelle, éducative et sportive.

## Entrepreneuriat
En 2016, Yazid Amghar créé la société HallSport divisé en deux activités principales : 
- Le HallSporing, spécialisé dans la location de ring de compétition homologué FFB/AIBA et par toutes les fédérations de boxe pieds poings. Une équipe sur site assurant la logistique (transport, montage, démontage).
- Le HallBoxing qui se veut un club de boxe ouvert 7 jours sur 7, situé au 1-3 rue Soleillet dans le XXe arrondissement de Paris proposant du fitness et de la boxe pour les particuliers, les entreprises et les collectivités. Le club privilégie une approche de haut niveau adaptée et de proximité pour permettre à chacun d’évoluer à son rythme en fonction de ses ambitions.